# میکانوپی (فلوریدا)
میکانوپی (به انگلیسی: Micanopy) شهرکی در شهرستان آلاچوا ایالت فلوریدا است که در سال ۱۸۳۷ بنیان‌گذاری شده‌است. این شهرک طبق سرشماری سال ۲۰۱۰ میلادی، ۶۰۰ نفر جمعیت داشته و مساحت آن نیز ۲٫۸ کیلومتر مربع است.

## نگارخانه

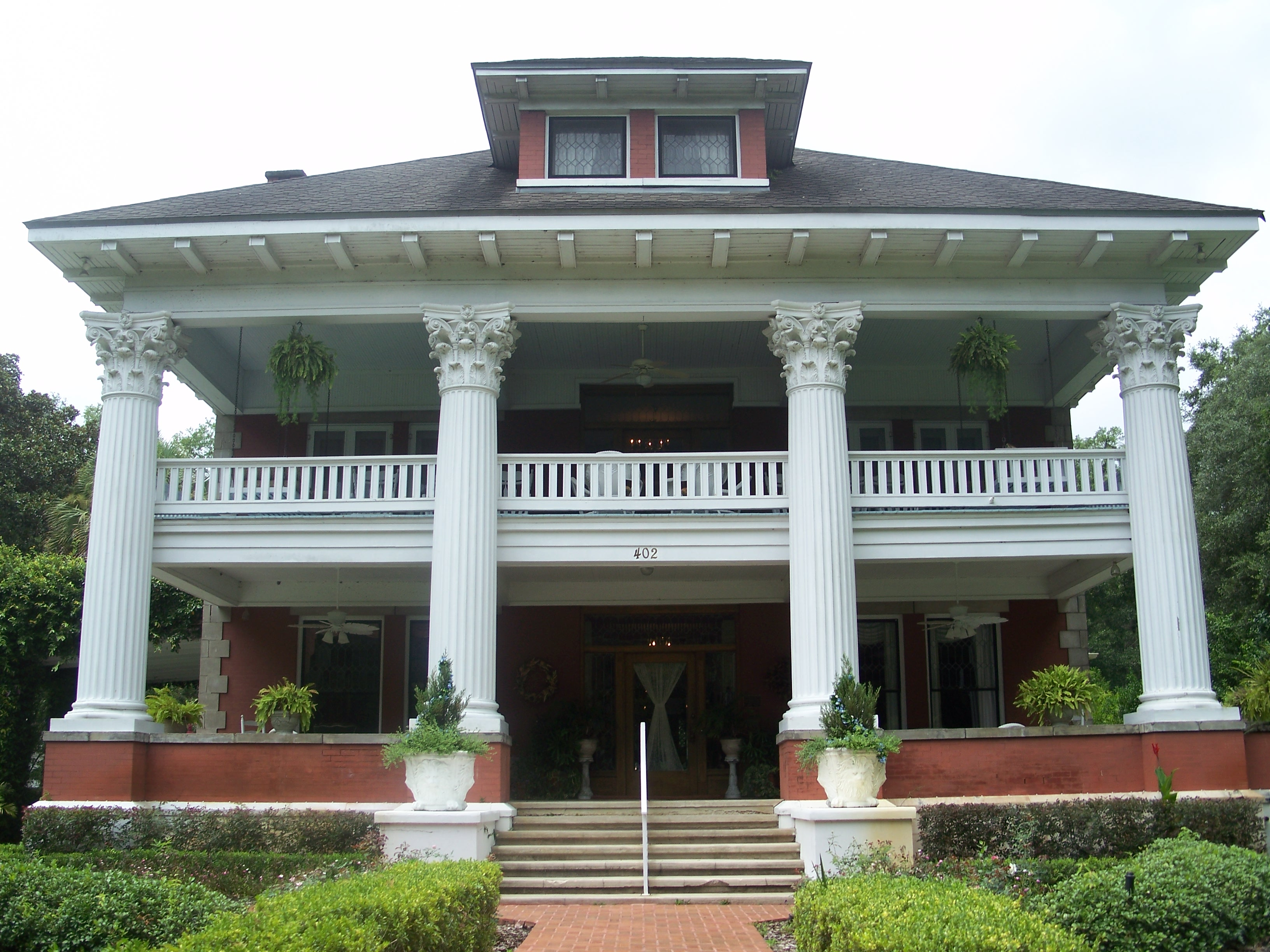
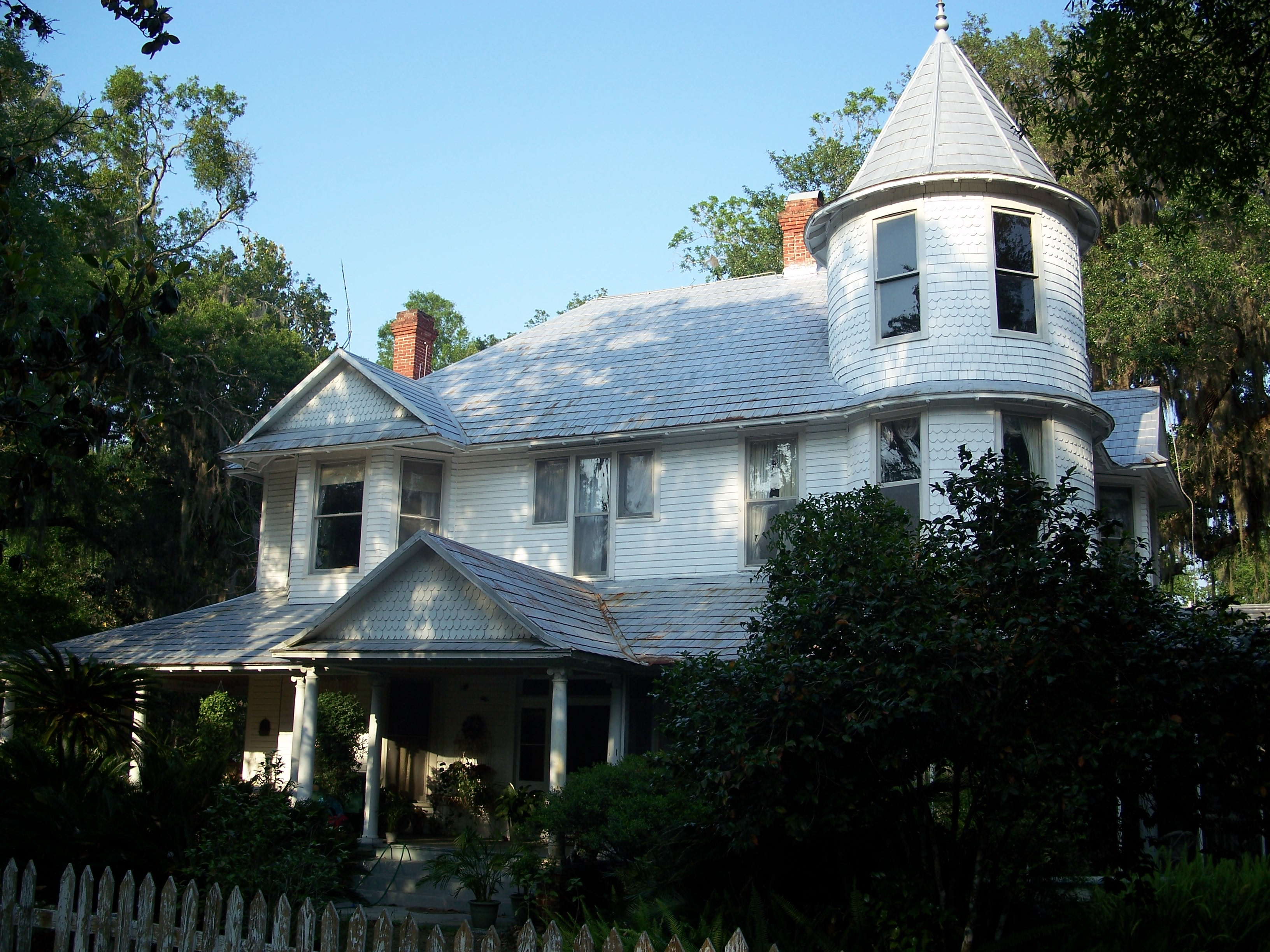
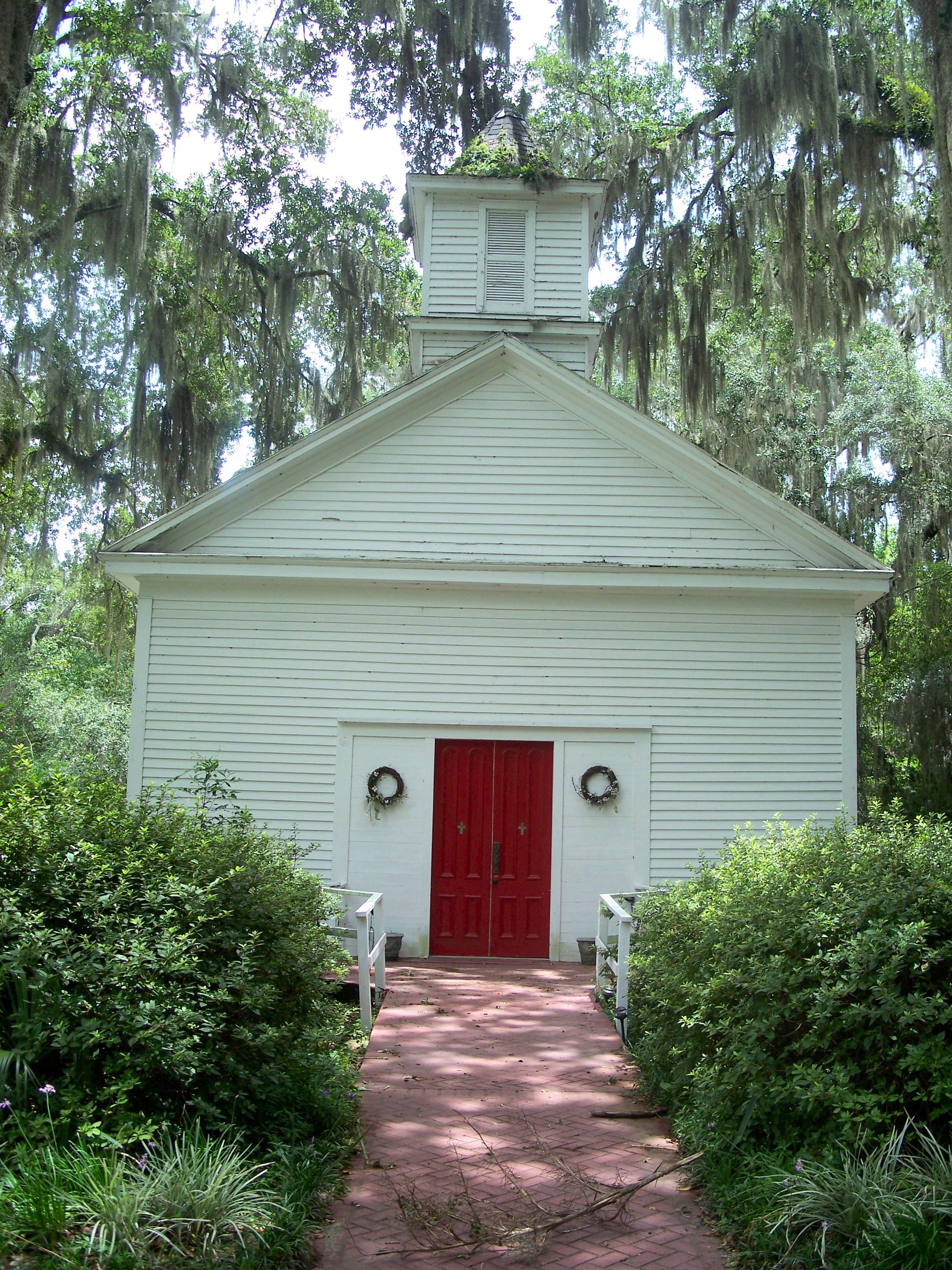
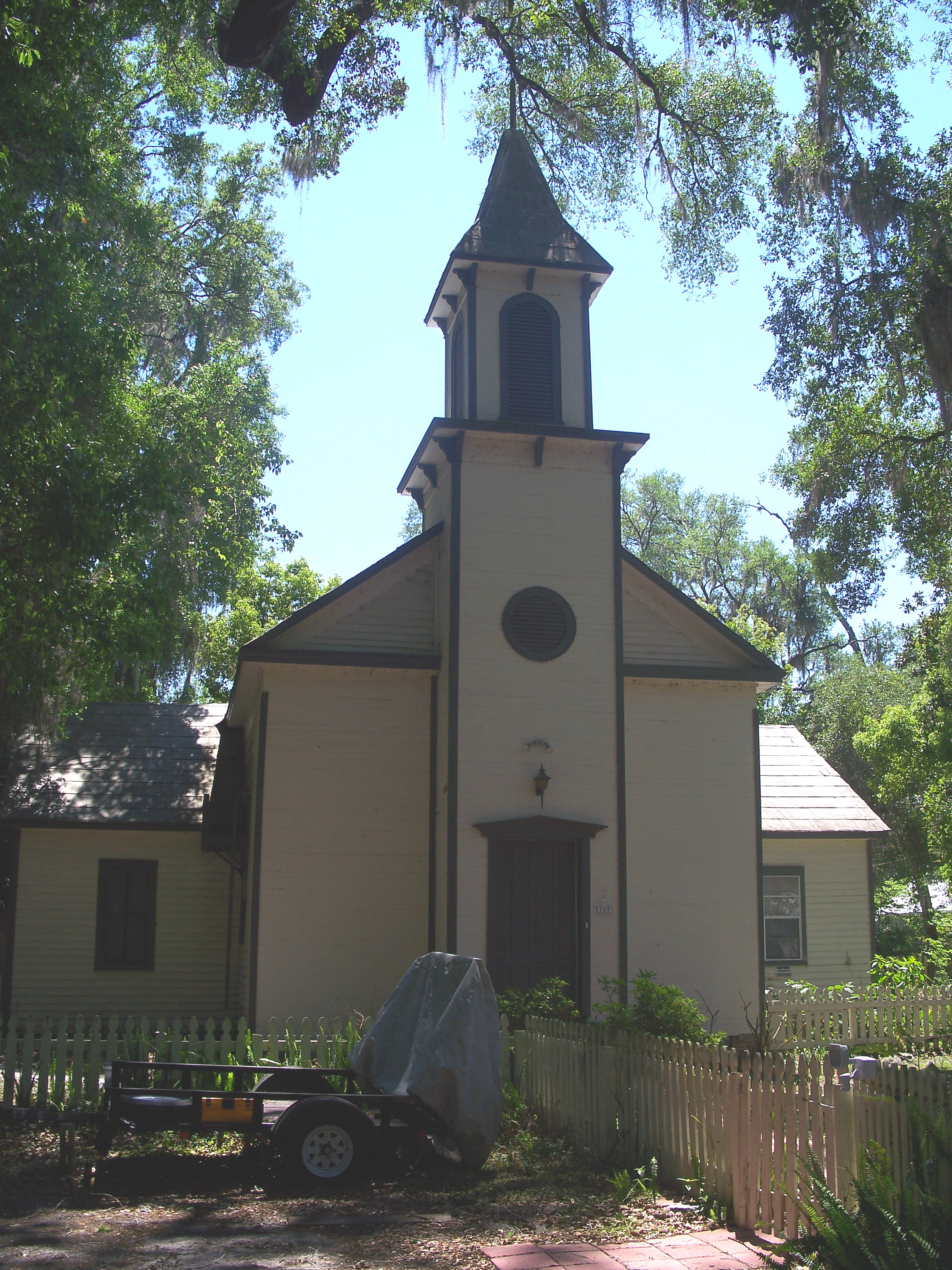